# Uli Stein
Pour les articles homonymes, voir Stein.
Ulrich Stein est un footballeur allemand né le 23 octobre 1954 à Hambourg.

## Carrière
- 1978-1979 : Arminia Bielefeld  Allemagne
- 1980-1987 : Hambourg SV  Allemagne
- 1987-1994 : Eintracht Francfort  Allemagne
- 1994-1995 : Hambourg SV  Allemagne
- 1995-1997 : Arminia Bielefeld  Allemagne

## Palmarès
- vainqueur de la Coupe des clubs champions européens en 1983
- vainqueur du Championnat d'Allemagne de football en 1982 et en 1983
- vainqueur de Coupe d'Allemagne en 1987
- Finaliste de la Supercoupe d'Allemagne : 1987